# Leopard
A Leopard 6 Litre Roadster egy lengyel klasszikus stílusú luxussportkocsi. A  Leopard Automobile AB gyártja, Mielec községben. A Leopard-ot Zbysław Szwaj tervezte, a társaság elnöke, és a Gepard tervezője.

## Gyártás
A GM LS-2 teljesen alumínium V8-as motor kivételével (ami a Chevrolet Corvette-ben is használatos) a Leopard 6 Litre Roadstert teljesen kézileg építik a korszerű mieleci üzemben. Az új gyár jelenlegi gyártási képessége mindössze húsz darab évente, így a precíz összeszerelés garantálható.

## Piacra dobás
A jármű tervezése 1995-ben kezdődött, az első prototípus 2003 novemberben készült el. A Leopard 6 Litre Roadster hivatalosan 2005 áprilisában, Párizsban mutatkozott be, az első darabok 2005 végén kerültek piacra, 125 000 € áron, ezzel megszerezve a legdrágább lengyel kereskedelmi forgalomban kapható járműnek járó címet. Összesen eddig 25 darabot gyártottak le, a végleges eladott mennyiséget 200 darabra korlátozzák, ezzel megőrizve az exkluzív jelleget.
A gyártónál előkészületben van egy új, erősebb modell, a Leopard Coupe (a hivatalos oldalon található róla egy rajz).

## Érdekességek
A Leopard Automobile AB leghíresebb ügyfelei XVI. Károly Gusztáv svéd király és a 20th Century Fox amerikai filmstúdió.